# Campeonato Mundial de Halterofilia de 1957
El  XXXIII Campeonato Mundial de Halterofilia se celebró en Teherán (Irán) entre el 8 y el 12 de noviembre de 1957 bajo la organización de la Federación Internacional de Halterofilia (IWF) y la Federación Iraní de Halterofilia.
En el evento participaron 76 halterófilos de 21 federaciones nacionales afiliadas a la IWF.

## Medallistas
| Evento  | Oro                             | Plata                                 | Bronce                             |
| ------- | ------------------------------- | ------------------------------------- | ---------------------------------- |
| 56 kg   | Vladimir Stogov URSS 345,0      | Ali Safa-Sonboli Irán 327,5           | Mahmud Namyu Irán 320,0            |
| 60 kg   | Yevgueni Minayev URSS 362,5     | Sebastiano Mannironi · Italia · 352,5 | Isaac Berger Estados Unidos 350,0  |
| 67,5 kg | Viktor Bushuyev URSS 380,0      | Ivan Abadzhiev Bulgaria 372,5         | Jan Czepułkowski · Polonia · 365,0 |
| 75 kg   | Tommy Kono Estados Unidos 420,0 | Fiodor Bogdanovski URSS 420,0         | Jan Bochenek · Polonia · 395,0     |
| 82,5 kg | Trofim Lomakin URSS 450,0       | James George Estados Unidos 422,5     | Yalal Mansuri Irán 412,5           |
| 90 kg   | Arkadi Vorobiov URSS 470,0      | Hasan Rahnavardi Irán 440,0           | Firuz Poihan Irán 427,5            |
| +90 kg  | Alexei Medvedev URSS 500,0      | Humberto Selvetti Argentina 485,0     | Alberto Pigaiani · Italia · 452,5  |

1. 1 2 3  Fuerza (kg) + arrancada (kg) + dos tiempos (kg) = TOTAL (kg)

## Medallero
| Núm. | País           | Oro | Plata | Bronce | Total |
| ---- | -------------- | --- | ----- | ------ | ----- |
| 1    | URSS           | 6   | 1     | 0      | 7     |
| 2    | Estados Unidos | 1   | 1     | 1      | 3     |
| 3    | Irán           | 0   | 2     | 3      | 5     |
| 4    | Italia         | 0   | 1     | 1      | 2     |
| 5    | Argentina      | 0   | 1     | 0      | 1     |
| 5    | Bulgaria       | 0   | 1     | 0      | 1     |
| 7    | Polonia        | 0   | 0     | 2      | 2     |
|      | TOTAL          | 7   | 7     | 7      | 21    |